# Droit à la satire
Le droit à la satire est le droit de s'exprimer dans un genre satirique, qui est un discours piquant ou mordant contre quelqu'un ou quelque chose, notamment des personnalités publiques ou des institutions publiques. 

## Droit par pays

### Droit canadien
Dans l'arrêt Ward c. Québec (Commission des droits de la personne et des droits de la jeunesse) de 2021 concernant un humoriste qui se moquait d'un jeune chanteur, la Cour suprême du Canada réaffirme la conclusion de l'arrêt Aubry c. Éditions Vice-Versa de 1998 que l'expression artistique (dont l'humour et la satire) n'a pas un «  statut [qui] serait supérieur à celui de la liberté d’expression générale ». Le droit à la satire appartient donc à la liberté d'expression de l'article 2 de la Charte canadienne des droits et libertés mais ne s'en écarte pas au point de créer des règles d'interprétation constitutionnelle particulières.

### Droit français
En droit français, le droit à la satire fait partie de la liberté d'expression, relevant du droit de la presse, et inclut le droit de caricaturer des personnes publiques, des dieux, quitte à être choquant ou blessant. « La liberté d’expression vaut non seulement pour les informations ou idées accueillies avec ferveur ou considérées comme inoffensives, mais aussi pour celles qui heurtent, choquent ou inquiètent l’État ou une fraction quelconque de la population. Ainsi le veulent le pluralisme, la tolérance ou l’esprit d’ouverture, sans lesquels il n’y a pas de société démocratique ».
La limite de ce droit est atteint quand il y a diffamation, injure, outrage, dénigrement, atteinte à la vie privée, haine raciale, injure faite à un groupe en raison de son appartenance religieuse, atteinte à la dignité humaine ou animosité personnelle. La distinction entre buts légitimes et illégitimes de l'humour et de la satire est parfois subtile et relève alors de la décision du tribunal.